# Call of Duty 2
Call of Duty 2 (abbreviato CoD2) è un videogame del genere sparatutto in prima persona. È il seguito di Call of Duty. È stato sviluppato dall'Infinity Ward, con il contributo degli Pi Studios, ed è stata pubblicata da Activision il 25 ottobre del 2005 per computer e il 22 novembre per Xbox 360. CoD2 contiene anche dei codici sviluppati da id software probabilmente utilizzati nel motore 3D.
Questo gioco si svolge durante la seconda guerra mondiale e più precisamente si articola in tre campagne dove il giocatore impersona un soldato dell'Unione Sovietica, due dell'esercito britannico ed infine uno statunitense.
Era stata pubblicata il 26 settembre una demo per giocatore singolo ambientata in Egitto (e intitolata "L'inizio della fine") nel quale si controllava un soldato inglese (John Davis). Esiste anche una speciale versione in DVD, che include anche i "making of" e alcune interviste.

## Descrizione
Call of Duty 2 è stato progettato per avere una storia ed un'ambientazione meno lineare del predecessore, infatti contiene molti più spazi aperti e meno eventi comandati da script, molto frequenti in Call of Duty. Per questo motivo, è stata sviluppata una nuova IA, chiamata "Battle Chatter System", che consiste in più di 20.000 sequenze di dialogo che durante il gioco avvengono fra gli alleati o i tedeschi. Questi dialoghi non sono attivati da sequenze di script: infatti, i soldati reagiscono all'ambiente e usano il Battle Chatter System per comunicare fra di loro piuttosto che avere una sorta di comunicazione telepatica gestita dall'IA.
È stata variata anche la tecnica di gioco e la varietà di missioni è notevole: il giocatore deve assolvere compiti unici nel loro genere: ad esempio riparare dei cavi per le telecomunicazioni danneggiati dalle granate nella città di Stalingrado.
Un'altra differenza riguarda il sistema con cui viene gestita l'energia del soldato, infatti la classica barra degli sparatutto in prima persona è stata sostituita con un sistema innovativo sebbene irrealistico,: se il giocatore viene colpito ripetutamente da un'arma da fuoco oppure viene stordito da una granata, il gioco procede al rallentatore, il campo visivo si stringe, e appare del sangue sullo schermo. Se il soldato rimane coperto per qualche secondo, ritorna in forze come se non fosse stato colpito. Questo sistema, abbinato ad una prudente tattica di copertura, può consentire al giocatore di proseguire numerose missioni senza morire.
Il motore grafico del gioco supporta il bump mapping e l'illuminazione dinamica. È caratterizzato anche da un filtro che produce realistici effetti di illuminazione, che consentono particolari tattiche di gioco, infatti rende molto difficile sparare ad un nemico in cima ad un tetto per via della luminosità del riflesso.

## Campagne
- Soldato Vasili Ivanovich Koslov (Armata Rossa, 13ª Divisione Fucilieri della Guardia)
  - Battaglia di Mosca, dicembre 1941
  - Battaglia di Stalingrado, dicembre 1942/gennaio 1943
- Sergente John Davis (Esercito britannico, 7ª Divisione Corazzata)
  - Seconda battaglia di El Alamein, ottobre-novembre 1942
  - Campagna in Tunisia, marzo 1943
  - Battaglia di Normandia, giugno 1944
- Comandante di carro armato David Welsh (Esercito britannico, 7ª Divisione Corazzata)
  - Libia, gennaio 1943
- Caporale Bill Taylor (Esercito statunitense, 2º Battaglione Rangers)
  - Pointe du Hoc, giugno 1944
  - Battaglia della Foresta di Hürtgen/Collina 400, dicembre 1944
  - Attraversamento del Reno, marzo 1945

## Missioni

### Campagna Sovietica
1. Addestramento nell'Armata Rossa (Mosca, Unione Sovietica, 17 dicembre 1941)
2. Demolizione (Stalingrado, Unione Sovietica, 2 dicembre 1942)
3. Riparare il cavo (Stalingrado, Unione Sovietica, 8 dicembre 1942)
4. Il condotto (Stalingrado, Unione Sovietica, 8 dicembre 1942)
5. Assalto al centro cittadino (Stalingrado, Unione Sovietica, 15 gennaio 1943)
6. Il municipio (Stalingrado, Unione Sovietica, 15 gennaio 1943)
7. Compagno cecchino (Stalingrado, Unione Sovietica, 15 gennaio 1943)

### Campagna inglese
1. Il raid di diversione (Egitto settentrionale, 29 ottobre 1942)
2. Difendere la posizione (Egitto settentrionale, 29 ottobre 1942)
3. Operazione Supercarica (Egitto settentrionale, 3 novembre 1942)
4. La fine dell'inizio (El Daba, Egitto, 6 novembre 1942)
5. La carica dei crociati (Libia nordoccidentale, 15 gennaio 1943)
6. Rilievo 88' (Libia nordoccidentale, 18 gennaio 1943)
7. Inferiorità sotto tutti i punti di vista (Toujane, Tunisia, 10 marzo 1943)
8. Riguadagnare il terreno perduto (Toujane, Tunisia, 11 marzo 1943)
9. Assalto a Matmata (Matmata, Tunisia, 30 marzo 1943)
10. Prigionieri di guerra (Beltot, Francia, 11 giugno 1944)
11. Gli incroci (Anctoville, Francia, 12 giugno 1944)
12. Il Tiger (St-Louet, Francia, 12 giugno 1944)
13. La scatola della brigata (Amaye sur Seulles, Francia, 14 giugno 1944)

### Campagna americana
1. La battaglia di Pointe du Hoc (Normandia, Francia, 6 giugno 1944)
2. Ritirata? Stiamo avanzando in un'altra direzione (Normandia, Francia, 7 giugno 1944)
3. Il silo (Beaumont-Hague, Francia, 14 luglio 1944)
4. Verso la collina 400 (Bergstein, Germania, 6 dicembre 1944)
5. Ranger, fate strada (Bergstein, Germania, 7 dicembre 1944)
6. La battaglia per la collina 400 (Bergstein, Germania, 8 dicembre 1944)
7. L'attraversamento del Reno (Wallendar, Germania, 24 marzo 1945)

## Giocatore singolo
Campagna sovietica - Nella prima parte del gioco, il giocatore impersona un soldato dell'Armata Rossa, Vassili Ivanovich Koslov. La prima missione di addestramento è ambientata nei pressi di Mosca e serve per introdurre alle meccaniche del gioco coloro che non hanno mai provato uno sparatutto in prima persona. Dopo aver terminato la missione di addestramento respingendo un attacco tedesco, il giocatore comincia il gioco vero e proprio combattendo edificio per edificio a Stalingrado. I combattimenti nella città semidistrutta sono particolarmente feroci; il protagonista si ritroverà a dover riconquistare la stazione ferroviaria, a distruggere carri armati Panzer II con dell'esplosivo da attaccarci sopra e a partecipare ad un memorabile duello impugnando un fucile da cecchino Mosin-Nagant 1891 contro altri cecchini tedeschi. La campagna russa si conclude con la vittoria russa a Stalingrado.
Campagna britannica - Nella seconda parte del gioco il giocatore si sposta in Africa nord-occidentale, prendendo le fattezze del Sergente John Davis, comandato dal Capitano Price. Il personaggio deve avanzare nei territori libici, per scacciare gli Afrika Korps di Rommel. Ci si muoverà attraverso piane desertiche, villaggi deserti da difendere e città da conquistare. L'atto III della campagna inglese è ambientato in Europa durante lo sbarco in Normandia e vede il Sergente Davis partecipare a violenti scontri per riprendere alcuni punti strategici in mano ai tedeschi.
Nella parte inglese, il giocatore impersona anche David Welsh, un comandante di un carro armato British Crusader Mark I. È una campagna relativamente corta con solo 2 missioni attraverso il deserto della Libia, mentre inseguono i Tedeschi in ritirata.
 Campagna americana - Le missioni finali sono incentrate sulla parte americana del conflitto. Impersonando il Caporale Bill Taylor, il giocatore comincia la sua missione nel D-Day, battaglia presente in molti giochi sulla seconda guerra mondiale, ma in questo non ci si trova alla solita Omaha Beach, ma piuttosto poche miglia a ovest, a Pointe du Hoc. Gli statunitensi hanno non più di pochi metri di spiaggia per ricaricare le armi prima di scalare il promontorio per sabotare l'artiglieria che puntava a Utah Beach e Omaha Beach. Arrivando in cima a questa altura, il giocatore deve scoprire l'artiglieria e renderla inefficace. Il resto della campagna prosegue partecipando all'aspra battaglia nella Hill 400, e poi conquistando il Reno, giungendo in Germania. Nell'ultima scena, un Colonnello promuove Bill Taylor a Tenente.
I riconoscimenti finali mostrano il drammatico salvataggio del Capitano Price dalle mani tedesche da parte dei soldati statunitensi e subito dopo questa scena appare la scritta "Nessuna mucca è stata danneggiata facendo questo gioco".

## Multiplayer
Il multiplayer tanto apprezzato in Call of Duty è tornato, con una grafica migliorata, benché la versione per Xbox 360 possa supportare solo 8 giocatori per server. Con il PC è possibile giocare fino a 64 persone contemporaneamente.
Queste sono le mappe disponibili per il multiplayer sin dalla prima versione del gioco:
- Burgundy (USA vs Terzo Reich)
- Caen (USA vs Terzo Reich)
- Carentan (USA vs Terzo Reich)
- Brecourt (USA vs Terzo Reich)
- Beltot (USA vs Terzo Reich)
- Sainte-Mère-Eglise (USA vs Terzo Reich)
- Stalingrado (URSS vs Terzo Reich)
- Mosca (URSS vs Terzo Reich)
- Leningrado (URSS vs Terzo Reich)
- Villers - Bocage (Inghilterra vs Terzo Reich)
- Matmata (Inghilterra vs Terzo Reich)
- Toujane (Inghilterra vs Terzo Reich)
- El Alemein (Inghilterra vs Terzo Reich)

Con la patch 1.3 disponibile dal  sito ufficiale, su activision.com (archiviato dall'url originale il 7 febbraio 2011)., vengono aggiunte le seguenti mappe:
- Rostov (URSS vs Terzo Reich)
- Wallendar (USA vs Terzo Reich)

Esistono poi diverse mappe create dalla comunità. Le più famose sono:
- POW Camp
- Gob_Rats
- Gob_Aim
- Tripoli
- Vallente

Le modalità di gioco sono le seguenti:
- Cerca & Distruggi (SD)
- Deathmatch (DM)
- Deathmatch a squadre (TDM)
- Cattura la bandiera (CTF)
- Quartier Generale (HQ)

## Sviluppo
Il 7 aprile 2005, Activision annunciò che Infinity Ward stava sviluppando Call of Duty 2, la cui uscita era prevista per l'autunno 2005 per PC. Si era ipotizzato che Infinity Ward stesse sviluppando il sequel nello stesso periodo in cui Gray Matter Studios stava sviluppando Call of Duty: United Offensive. Il presidente di Infinity Ward Grant Collier ha affermato:
"Il nostro team di Infinity Ward è impegnato a spingere i giocatori nel vivo della battaglia come nessun altro, portando i giocatori in un viaggio emozionante di adrenalina che lascia tutti senza fiato. In Call of Duty 2, stiamo creando il gioco d'azione più intenso e realistico che si possa immaginare con un'atmosfera visiva sbalorditiva e una tecnologia avanzata che offre un livello di autenticità senza precedenti".
Il comunicato stampa affermava che i giocatori avrebbero affrontato i nemici in un campo di battaglia meno lineare, affrontato le battaglie principali in ordine cronologico e utilizzato tattiche di squadra non disponibili nei precedenti giochi di Call of Duty. Infinity Ward ha anche confermato di aver creato un "Battle Chatter System", simile a Medal of Honor: Pacific Assault, in cui i membri della squadra conversano per creare consapevolezza della situazione. 
Il motore di gioco, il motore proprietario IW 2.0, è una versione modificata di id Tech 3, che è stato utilizzato nel primo gioco Call of Duty. Con il nuovo motore di gioco, Infinity Ward ha ampliato la portata del combattimento per offrire un'esperienza di battaglia realistica e ha migliorato la grafica. Gli sviluppatori sono stati in grado di oscurare la visibilità con il fumo delle granate fumogene e creare effetti meteorologici come tempeste di sabbia polverosa e tormenta di neve.
Il gioco era noto per "consentire ai giocatori di vivere quattro storie di soldati individuali mentre superano ostacoli insormontabili in più campagne. I giocatori hanno la libertà di seguire ciascuna delle quattro linee narrative per l'esperienza definitiva guidata dal personaggio, oppure possono impegnarsi nelle battaglie storiche in ordine cronologico per un'azione rapida. Le squadre ora hanno la libertà di affrontare una varietà di obiettivi di missione, su campi di battaglia espansivi che consentono percorsi multipli e la capacità di utilizzare vere e proprie tattiche di combattimento come l'aggiramento e le capacità di fuoco e manovra".
Call of Duty 2 sarebbe stato più immersivo del Call of Duty originale. Vince Zampella, direttore creativo di Infinity Ward, ha detto, "Non volevamo togliere nessuna delle parti che rendevano Call of Duty così bello. Ma c'erano un paio di cose che ammettiamo avrebbero potuto essere fatte meglio". Una demo del gioco ha mostrato uno stile di gioco più aperto e una migliore IA per i nemici, che avrebbero attivamente inseguito il giocatore. C'è un numero stabilito di nemici impostati sulla mappa che inizieranno a reagire alla presenza del giocatore una volta che il primo colpo è stato sparato. Gruppi di nemici più lontani inviano unità per vedere cosa sta succedendo e si aggiungono al combattimento mentre i nemici direttamente di fronte al giocatore si uniranno e si metteranno al riparo rapidamente. 
Infinity Ward ha trascorso molto tempo sui campi di battaglia della Seconda Guerra Mondiale, il che li ha portati a eliminare interi livelli per le parti del gioco ambientate in Francia, poiché ritenevano che l'ambientazione fosse molto diversa da quella che avevano immaginato.
Uno dei dettagli aggiunti dal team sono gli effetti postbellici che continuano sul campo di battaglia per tutto il gioco, dove polvere e fumo continuano a rotolare per le strade, offuscando la vista, e spazzatura e detriti sparsi ovunque. Il gioco ha un'attenuazione del suono, con un sistema audio surround 5.1 e dialoghi sensibili al contesto, con un totale di ventimila linee di dialogo. Ognuno dei soldati che combattono al fianco del giocatore chiamerà la posizione dei soldati nemici, avvertirà di attacchi sui fianchi e aiuterà in modi che non erano possibili nel primo gioco della serie. Zampella ha detto: "Volevamo davvero che ci fossero delle chiacchiere di battaglia realistiche che non fossero solo divertenti, ma che in realtà aggiungessero qualcosa all'esperienza di gioco. Quindi ora sentirete i vostri ragazzi dirvi che ci sono [sic] due ragazzi nascosti dietro quella macchina arrugginita in strada o che ci sono persone al secondo piano di un edificio". 
Una piccola icona di granata grigia appare al centro dello schermo quando il giocatore è vicino a una granata, con una freccia che punta nella direzione della granata. A volte i nemici possono sembrare morti quando non lo sono, dove il nemico può ancora brandire la sua arma laterale e sparare al giocatore, noto come Last Stand, che in seguito sarebbe diventato un vantaggio disponibile per i giocatori nel multigiocatore dei giochi successivi.
Il gioco è stato presentato all'E3 nel 2005 ed è stato annunciato come titolo di lancio per la prossima Xbox 360.
Il budget del gioco era di 14,5 milioni di dollari. Il tempo di sviluppo è stato di 2 anni con 75 persone. Nonostante fosse il primo sulla nuova piattaforma Xbox 360, il gioco è stato sviluppato senza straordinari obbligatori o lavoro nei fine settimana.

## Doppiaggio
- Tenente Dimitri Volsky: Luigi Rosa
- Soldato Paver Semenov: Alberto Olivero
- Commissario Letlev: Pietro Ubaldi
- Capitano Price: Andrea De Nisco
- Soldato MacGregor: Paolo De Santis
- Sergente Randall: Claudio Moneta
- Soldato McCloskey: Massimo Di Benedetto
- Colonnello Blake: Andrea De Nisco
- Voce narrante: Gianni Gaude

## Accoglienza
- PC
  -  Gamespot.com.: 8.8 su 10
  -  Gamespy.com, su pc.gamespy.com.: 5 su 5
  -  IGN.com, su pc.ign.com (archiviato dall'url originale il 16 febbraio 2012).: 8.5 su 10
  -  Giochi per il mio Computer, su gamesradar.it.: 9 su 10
- Xbox 360
  -  1up.com. URL consultato il 12 febbraio 2018 (archiviato dall'url originale il 15 febbraio 2006).: 9.0 su 10
  - Electronic Gaming Monthly: 8.83 su 10 (88.3%)
  - Game Informer: 9.75 su 10 (97.5%)
  - GamePro: 5 su 5 (100%)
  -  Gamespot.com.: 8.8 su 10
  -  IGN.com, su xbox360.ign.com. URL consultato il 27 giugno 2020 (archiviato dall'url originale il 17 gennaio 2012).: 9.0 su 10
  - Official Xbox Magazine: 9 su 10 (90%)
  -  TeamXbox.com, su reviews.teamxbox.com. URL consultato il 12 febbraio 2018 (archiviato dall'url originale il 6 febbraio 2006).: 9 su 10 + Scelta dell'editore
  - Totalgames.net: 9.4 su 10 (94%)
  -  X-Play, su g4tv.com (archiviato dall'url originale il 5 gennaio 2006). 5 su 5

Call of Duty 2 ha ricevuto recensioni "generalmente positive", secondo l'aggregatore di recensioni Metacritic. La grafica e il sonoro sono stati ampiamente elogiati e le reazioni al sistema di rigenerazione della salute sono state per lo più positive, con i recensori di GameSpot e GamePro che lo hanno definito un miglioramento rispetto al precedente sistema di barre della salute. 
Per la versione Xbox 360, Douglass C. Perry di IGN ha descritto la presentazione come "di classe e ben prodotta", e ha detto che la grafica era una delle migliori su Xbox 360 al suo lancio. Ha definito gli effetti sonori "incredibili", mentre il gameplay è stato descritto come contenente un'"enorme quantità di azione". Il recensore di GameSpot Bob Colayco ha riassunto la sua recensione affermando che Call of Duty 2 ha "grafica fluida e dettagliata e un ottimo suono", oltre a lodare l' intelligenza artificiale, il realismo e la varietà nella campagna. GamePro ha definito il gioco "mozzafiato" e lo ha elogiato per i suoi "dettagli sorprendentemente realistici su armi e muri, enfatizzati da normal mapping, ombreggiatura e illuminazione eccezionali, luci speculari e alcuni effetti particellari assolutamente fenomenali". Il redattore di GameSpy Will Tuttle lo ha definito "Uno degli FPS più belli mai creati. Grazie a una combinazione di immagini nitide, effetti sonori da brivido e un'intelligenza artificiale nemica complicata, sarai con il fiato sospeso dal momento in cui verrai catapultato in combattimento fino al tuo ultimo respiro". 
Per la versione PC, l'editor di IGN Tom McNamara è rimasto impressionato dalla presentazione e dalla grafica, descrivendole rispettivamente come "Eccellenti" e "fluide". Ha anche detto che la grafica non ha sofferto "per essere stata sviluppata anche per la 360". McNamara ha anche elogiato il sonoro, descrivendolo come "musica triste, rumore di battaglia avvolgente e lavoro vocale eccellente". Bob Colayco di GameSpot ha anche recensito la versione PC del gioco, come ha fatto con la sua controparte Xbox 360. Colayco ha nuovamente elogiato il sonoro, definendo la presentazione del gioco "eccellente", oltre a lodare l'aggressività dell'intelligenza artificiale. A differenza della sua recensione della versione Xbox 360, Colayco ha ritenuto che l'aspetto multigiocatore fosse "divertente". La sua critica principale è stata per le prestazioni, affermando che "le prestazioni possono rallentare a volte". Sal Accardo di GameSpy ha osservato "Invece di sembrare una ripetizione stantia [del Call of Duty originale o di perdere vigore a metà, riesce a essere una bomba dall'inizio alla fine". Joshua Latendresse di GamesRadar ha definito la campagna per giocatore singolo "sbalorditiva" e ha affermato che il multiplayer era ancora migliore.
Nonostante queste lodi, McNamara di IGN ha commentato che trova l'implementazione della salute rigenerante "un po' problematica" e che consente ai giocatori di "sperimentare un tipo di combattimento che solo un super-soldato mitico potrebbe sopportare" che, quindi, "spinge il gioco dall'autenticità grintosa alla fantasia di John Woo". Colayco di GameSpot è stato critico nei confronti del prezzo del gioco, affermando che aveva un "prezzo più alto rispetto alla sua controparte per PC". Si è anche lamentato del fatto che l'aspetto multigiocatore poteva supportare solo otto giocatori. La versione multigiocatore per PC è stata criticata in quanto rappresenta un passo indietro rispetto a quella di Call of Duty: United Offensive. 
Call of Duty 2 è stato il titolo di lancio più popolare su Xbox 360, con 200.000 unità vendute nella sua prima settimana di disponibilità. Il 77% delle persone che hanno acquistato una Xbox 360 hanno acquistato anche il gioco, il che ha contribuito alle sue elevate vendite. A luglio 2006, 1,4 milioni di copie del gioco erano state vendute su Xbox 360. A gennaio 2008, il gioco aveva venduto 2 milioni di copie. A novembre 2013, il gioco aveva venduto 5,9 milioni di copie, e considerato uno dei migliori videogiochi di tutti i tempi.

### Critica
Nel 2013 IGN pubblica la lista dei 100 migliori sparatutto in prima persona scelti dai suoi esperti, dove Call of Duty 2 risulta al 47º posto.